# سیاست‌های هویتی
سیاست هویتی (به انگلیسی: Identity politics) رهیافت و تحلیلی سیاسی است که بر اولویت‌بندی مردم بر اساس دغدغه‌های عمدتاً مرتبط با هویت مشخص نژادی، مذهبی، قومی، جنسی، اجتماعی، فرهنگی و دیگر اشکال هویتی آن‌ها و تشکیل اتحادهای سیاسی انحصاری با دیگران در این گروه‌ها، به جای درگیر شدن در سیاست عمومی و سنتی تر حزبی مبتنی شده‌است. افرادی که گونهٔ مشخص خودشان از سیاست هویتی را اولویت بندی می‌کنند، ممکن است منافع گروه خودشان را بدون در نظر گرفتن منافع گروه‌های سیاسی متنوع بزرگتر ترویج کنند.
اصطلاح سیاست هویتی در کاربرد آکادمیک در ارجاع به دامنهٔ گسترده‌ای از فعالیت‌های سیاسی و تحلیل‌های نظری به کار می‌رود که در تجربیات بی‌عدالتی به اشتراک گذاشته شده توسط گروه‌های اجتماعی مختلف ریشه دارد. معمولاً در این کاربرد منظور از سیاست هویتی، ادعای آزادی سیاسی و خودفرمانی برای گروه‌های حاشیه ای، از اخلال فهم طبیعت متمایز هر گروهِ منفعت و مشخصات چالش‌برانگیز تحمیل شدهٔ خارجی، به جای سازماندهی منحصراً حول نظام‌های اعتقادی یا وابستگی‌های حزبی است. هویت همچون «ابزاری برای چهارچوب بندی دعاوی سیاسی، ترویج ایدئولوژی‌های سیاسی، یا برانگیختن و جهت‌دهی به کنش سیاسی و اجتماعی، معمولاً در کانتکست بزرگتر نابرابری یا بی عدالتی و به منظور اظهار تعلق و تمایز گروه و کسب قدرت و بازشناسی» به کار می‌رود.
اصطلاح سیاست هویتی از دهه‌های ۱۹۶۰ یا ۱۹۷۰ به اشکال مختلفی استفاده شده‌است، اما در برخی مواقع در معناهایی عمیقاً متفاوت به وسیلهٔ جماعت‌های مختلفی به کار رفته‌است. این اصطلاح با ظهور جنبش‌های اجتماعی همچون جنبش فمینیستی، جنبش حقوق مدنی در ایالات متحده، جنبش ال.جی.بی.تی. کیو، و همچنین جنبش‌های ناسیونالیستی و پسااستعماری رواج یافته‌است.
مثال‌های مختلف از سیاست هویتی مبتنی بر سن، مذهب، طبقهٔ اجتماعی، حرفه، فرهنگ، زبان، معلولیت، تحصیلات، نژاد یا قومیت، جنس، هویت جنسیتی، اشتغال، گرایش جنسی، سکونت شهری یا روستایی، و وضعیت پیش‌کسوتی وجود دارد.

## مباحثات

### نقدها و انتقادها

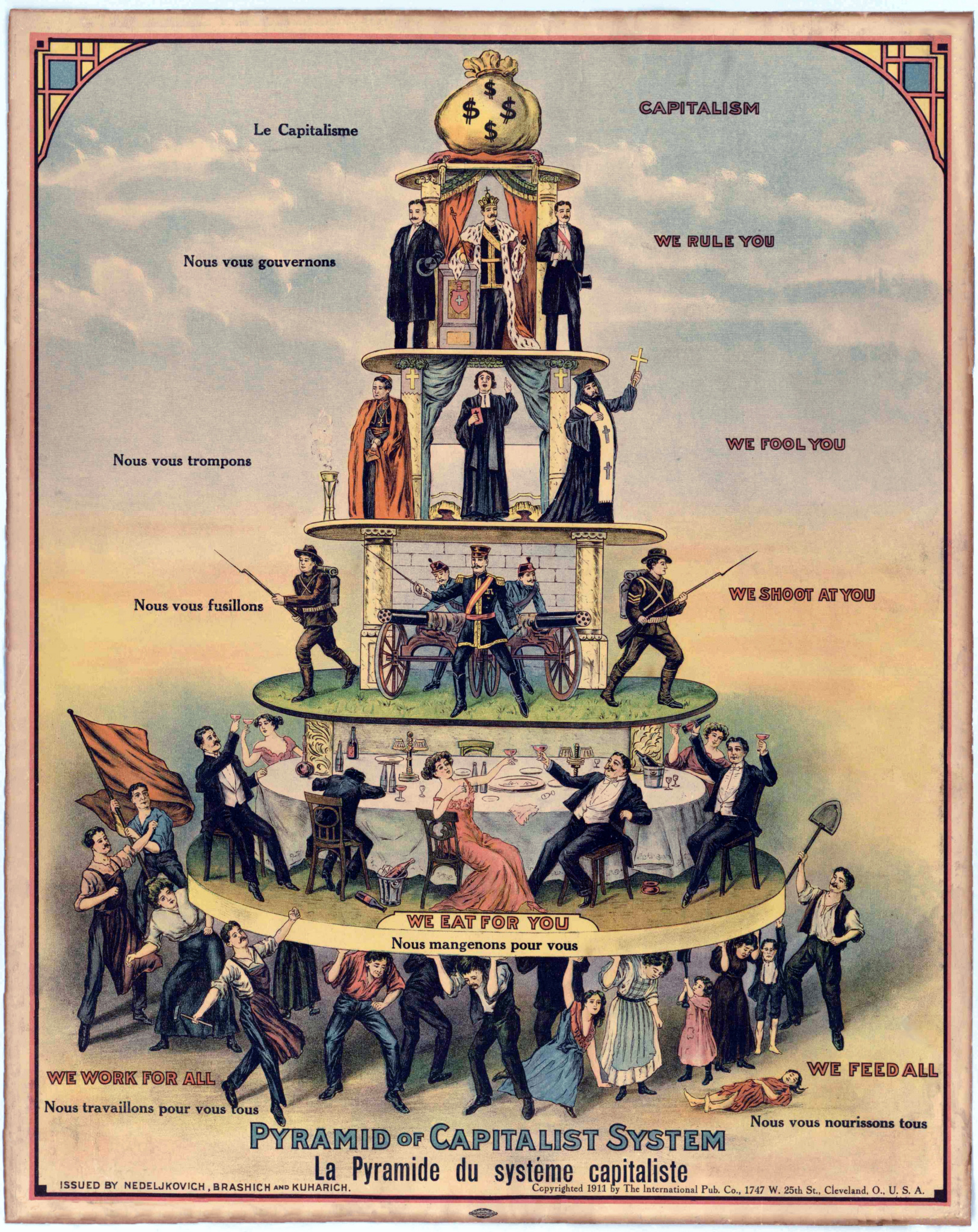
پوستر «هرم نظام سرمایه‌داری» کارگران صنعتی جهان (۱۹۱۱)

منتقدین استدلال می‌کنند که گروه‌هایی که پایه و اساس شان مبتنی بر یک هویت مشخص مشترک (مانند نژاد یا هویت جنسی) است می‌توانند شور و شوق و توجه را از مسایل بنیادی منحرف کنند، مشابه استراتژی‌های تفرقه بینداز و حکومت کن در گذشته. کریس هجز سیاست‌های هویتی را به این خاطر که یکی از عوامل شکل دهی به «سرمایه‌داری ابرشرکتی» است، تنها لباس مبدل یک پلتفرم سیاسی بر تن کرده، و این که به باور او «هرگز نابرابری فزاینده اجتماعی، نظامی گری بی قید و بند و محو آزادی‌های مدنی و قدرت بی حد و حصر ابزارهای امنیت و نظارت را متوقف نمی‌کند» مورد نقد قرار داده‌است.